# Hermann Balck
Hermann Balck (7 de diciembre de 1893 - 29 de noviembre de 1982) fue un General der Panzertruppen del ejército alemán durante la Segunda Guerra Mundial.

## Biografía
Balck entró en el ejército Imperial alemán en 1913 como aspirante a oficial. Participó en la I Guerra Mundial y al final de esta estaba al mando de una compañía de ametralladoras. Al comienzo de la II Guerra Mundial, Balck estaba en el OKH (Alto Mando del Ejército Alemán) y es destinado al mando de un regimiento motorizado de fusileros de la 1.ª División Panzer, participando en la Batalla de Francia. Obtiene notable éxito al establecer una cabeza de puente a través del Mosela en Sedán.
Durante el invierno y la primavera de 1940 está al mando del 3.º regimiento de Panzer en la Batalla de Grecia y posteriormente de la 2.ª Brigada Panzer. En julio de 1941 vuelve a trabajar en el Estado Mayor en la oficina de inspecciones de las fuerzas armadas del OKH. En mayo de 1942 es destinado al Frente del Este y manda la 11.ª División Panzer en Ucrania. Posteriormente es enviado a la reserva pero enseguida se le da el mando de la División de granaderos Panzer Grossdeutschland en el este. Después de un breve paso por Italia, de nuevo regresa al Frente del Este en 1943 como comandante del XLVIII Cuerpo Panzer y posteriormente a partir de agosto de 1944, comandante del IV Ejército Panzer. Durante este periodo participó en la Batalla de Stalingrado y trató de detener las ofensivas soviéticas de invierno y primavera en el oeste de Ucrania en 1944. Durante estos hechos, fue acusado de ser el responsable del fracaso y derrota en el puesto defensivo de Fester Platz en Tarnopol. En julio de 1944, Balck se encuentra al mando del XLVIII Cuerpo Panzer durante la ofensiva soviética Lviv-Sandomierz, de nuevo es derrotado y también lo es en la operación destinada a ayudar al XIII Cuerpo cercado en Brody.
En septiembre de 1944, Balck está al mando de la IV Ejército Panzer en Polonia y es destinado al mando del Grupo de Ejércitos G en la región de Alsacia en Francia. A finales de diciembre es relevado de su puesto y enviado a Hungría a comandar al Grupo Balck, conformado por unidades del VI Ejército. El 8 de mayo de 1945 es capturado por las tropas americanas en Austria.
Después de la guerra trabaja en un depósito militar. En 1948, es detenido, juzgado y condenado por el asesinato de un comandante de artillería al que ordenó fusilar por encontrarse borracho en acto de servicio. Este incidente ocurrió cuando estaba destinado en Francia. Cumplió la mitad de la condena establecida.

## Evaluación de su carrera militar
Balck es el ejemplo típico del oficial alemán que asciende rápidamente de graduación gracias a la guerra. Erwin Rommel, Erhard Raus, Josef Harpe y Ernst Busch son otros ejemplos. Comenzó la guerra como teniente coronel y la acabó como teniente general del ejército de tierra. Balck es considerado como un comandante de tropas blindadas bien capacitado, como lo demuestran sus mandos en la 11.ª División Panzer y en el XLVIII Cuerpo de Panzer en 1942 y 1943. Sin embargo, las derrotas en Tarnopol en marzo y abril de 1944 y en las acciones defensivas en otoño del mismo año se achacan al riesgo asociado de una política de promociones rápidas que elevan a un individuo más allá de sus competencias.

## Condecoraciones y atributos militares
- Eisernes Kreuz (1914) II. Klasse - Cruz de Hierro de 2.ª Clase de 1914 (Prusia)
- Eisernes Kreuz (1914) I. Klasse - Cruz de Hierro de 1.ª Clase de 1914 (Prusia)
- Ehrenkreuz für Frontkämpfer 1914-1918 - Cruz de Honor para los combatientes del Frente de 1914-1918 (Alemania)
- 1939 Spange zum Eisernes Kreuz II. Klasee Klasse 1914 - Broche de 1939 para la Cruz de Hierro de 2.ª Clase de 1914 (Alemania)
- 1939 Spange zum Eisernes Kreuz I. Klasse 1914 - Broche de 1939 para la Cruz de Hierro de 1.ª Clase de 1914 (Alemania)
- Ritterkreuz des Eisernen Kreuzes - Cruz de Caballeros de la Cruz de Hierro (Alemania)
- Eichenlaub für das Ritterkreuz des Eisernen Kreuzes - Hojas de Roble para la Cruz de Caballeros de la Cruz de Hierro (Alemania)
- Schwerten für das Ritterkreuz des Eisernen Kreuzes - Espadas para la Cruz de Caballeros de la Cruz de Hierro (Alemania)
- Eichenlaub mit Rauten für das Ritterkreuz des Eisernen Kreuzes – Hojas de Roble con Diamantes para la Cruz de Caballeros de la Cruz de Hierro (Alemania)
- Dienstauszeichnung der Wehrmacht IV.Klasse, 4 Jahre - Premio de la Wehrmacht de 4.ª Clase por 4 años de Servicios (Alemania)
- Dienstauszeichnung der Wehrmacht III. Klasse, 12 Jahre - Premio de la Wehrmacht de 3.ª Clase por 12 años de Servicios  (Alemania)
- Dienstauszeichnung der Wehrmacht II. Klasse, 18 Jahre - Premio de la Wehrmacht de 2.ª Clase por 18 años de Servicios  (Alemania)
- Dienstauszeichnung der Wehrmacht I. Klasse, 25 Jahre - Premio de la Wehrmacht de 1.ª Clase por 25 años de Servicios (Alemania)
- Namentliche Nennung im Wehrmachtbericht (drei Mal) - Mención de su nombre en el Informe de la Wehrmacht (3 veces) (Alemania)
- Voenen Orden "Za Hrabrost" III stepen, 1 klas – Orden Militar "Por Coraje", 3.er Grado, 1.ª Clase (Bulgaria)
- Ehrenblattspange des Heeres und Waffen-SS - Broche de Hoja de Honor del Ejército y Waffen-SS (Alemania)
- Verwundetenabzeichen 1939 in Gold – Insignia de herido en oro (Alemania)
- Militärverdienstkreuz – Cruz al Mérito Militar (Austria-Hungría)

| Predecesor: Walter Scheller         | Comandante de la 11.ª División Panzer 16 de mayo de 1942 - 4 de marzo de 1943          | Sucesor: Dietrich von Choltitz |
| Predecesor: Heinrich Eberbach       | Comandante del XLVIII Cuerpo Panzer 15 de noviembre de 1943 - 19 de agosto de 1944     | Sucesor: Walther Nehring       |
| Predecesor: Walther Nehring         | Comandante del 4.º Ejército Panzer 5 de agosto de 1944 - 21 de septiembre de 1944      | Sucesor: Fritz-Hubert Gräser   |
| Predecesor: Johannes Blaskowitz     | Comandante del Grupo de Ejércitos G 21 de septiembre de 1944 - 23 de diciembre de 1944 | Sucesor: Johannes Blaskowitz   |
| Predecesor: Maximilian Fretter-Pico | Comandante del 6.º Ejércitos 23 de diciembre de 1944 - 8 de mayo de 1945               | Sucesor: Ninguno               |